# PK: Phantom Duck
PK: Phantom Duck, conocido como Donald Duck: Phantom Duck, es un videojuego de lógica y plataformas para teléfonos móviles fue desarrollada por Living Mobile y publicado por Disney Mobile Studios en 12 de marzo de 2008 en Estados Unidos, Fue basada en la historietas de Paperinik de Disney.
- Datos: Q16204440